# Östen av Ynglingaätten
Östen (eller Eystein), enligt Ynglingasagan svensk sagokung av ynglingaätten, son till Adils. Under hans tid skall daner och norrmän ha härjat i Svitjod. Han blev innebränd i bygden Lovund av den jutiske sjökungen Sölve Högnesson, som härskade över Svitjod i många år tills svearna dräpte honom. Efter Sölve blev Östens son Yngvar kung i Svitjod.